# 大阪府道101号大和田千舟線
大阪府道101号大和田千舟線（おおさかふどう101ごう おおわだちふねせん）は、大阪府大阪市西淀川区を通る一般府道である。

## 概要
大阪市西淀川区大野1丁目から大阪市西淀川区千舟2丁目に至る。
大阪府道10号・兵庫県道100号大阪池田線から、発見しづらいが「101」と書かれた分岐の標識が両側の車線に確認できる。しかし101号であることを示す標識はこれのみで、現地で正確な起終点の位置を特定することはできない。路線の道のりや起点・終点の位置はマップなびおおさか（指定道路図【道路参考図】）やMapFan地図によって確認できるが、Yahoo!やGoogleなど大手の地図サイトでは表示されていない。

### 路線データ
- 起点：大阪府大阪市西淀川区大野1丁目（国道43号交点）
- 終点：大阪府大阪市西淀川区千舟2丁目（歌島橋交差点、国道2号交点、大阪府道10号・兵庫県道100号大阪池田線上）
- 総延長：0.9 km

## 路線状況

### 重複区間
- 大阪府道10号・兵庫県道100号大阪池田線（大阪市西淀川区大野1丁目 - 大阪市西淀川区大和田6丁目）
- 大阪府道10号・兵庫県道100号大阪池田線（大阪市西淀川区大和田2丁目・大和田2交差点 - 大阪市西淀川区千舟2丁目・歌島橋交差点（終点））

## 地理

### 通過する自治体
- 大阪府
  - 大阪市（西淀川区）

### 交差する道路
| 交差する道路                                               | 交差する場所 | 交差する場所        |
| ---------------------------------------------------------- | ------------ | ------------------- |
| 国道43号                                                   | 大野1丁目    | 起点                |
| 大阪府道10号・兵庫県道100号大阪池田線 重複区間起点         | 大野1丁目    |                     |
| 大阪府道10号・兵庫県道100号大阪池田線 重複区間終点         | 大和田6丁目  |                     |
| 大阪府道10号・兵庫県道100号大阪池田線 重複区間起点         | 大和田2丁目  | 大和田2交差点       |
| 阪神高速3号神戸線                                          | 大和田1丁目  | 3-05 大和田出入口   |
| 国道2号 大阪府道10号・兵庫県道100号大阪池田線 重複区間終点 | 千舟2丁目    | 歌島橋交差点 / 終点 |

### 交差する鉄道
- 阪神なんば線
- 阪神本線

### 沿線
- 大阪市立出来島小学校（起点付近）
- 大阪府立西淀川支援学校
- 大阪市立淀中学校
- 大阪市立大和田小学校
- 西淀川区役所